# Suad Šehović
Suad Šehović (en serbio:Суaд Шеховић, Bijelo Polje, 19 de febrero de 1987) es un baloncestista montenegrino que pertenece a la plantilla del KK Budućnost Podgorica de la  Liga de Montenegro. Con 1,97 metros de estatura, juega en la posición de escolta. Es el hermano mayor del también baloncestista profesional Sead Šehović.

## Trayectoria deportiva

### Profesional
Comenzó a jugar a baloncesto en las categorías inferiores del Bosna Sarajevo, debutando con el primer equipo en la temporada 2005-06, donde siguió un par de años alternando su presencia en el primer equipo con el junior. Su mejor temporada fue la 2009-10, en la que promedió 13,7 puntos, 5,4 rebotes y 1,3 asistencias por partido, a pesar de haberse lesionado en diciembre y ser baja algo más de un mes.
En 2010 fichó por el KK Union Olimpija, pero se lesionó de gravedad en octubre y fue baja durante 6 meses, pactando dejar el equipo con el club en marzo de 2011, para poder continuar con su rehabilitación de vuelta en el Bosna Sarajevo, donde disputó los últimos cinco partidos de la temporada.
En 2011 fichó por el BC Budivelnyk de la Superliga de Ucrania, donde jugó una temporada completa, compitiendo además en la VTB United League, promediando en total 10,7 puntos y 5,5 rebotes por partido. Al año siguiente fichó por el Khimik-OPZ Yuzhny también de la liga ucraniana, donde jugó una temporada casi calcando sus cifras del año anterior, al promediar 10,7 puntos y 5,3 rebotes por partido.
En mayo de 2013 firmó por dos temporadas con el KK Budućnost Podgorica de su país, siendo renovado en 2015. En estos tres años ha ganado en todos ellos la liga y la Copa de Montenegro, siendo además elegido MVP de la liga en 2014, en la que promedió 15,5 puntos y 5,4 rebotes por partido.

### Selección nacional
Logró la medalla de oro con la selección de Montenegro en los Juegos de los Pequeños Estados de Europa de 2015, disputados en Reikiavik, en los que promedió 11,7 puntos y 5,0 rebotes por partido. Previamente, en 2013 disputó el EuroBasket en Eslovenia, competición en la que promedió 7,0 puntos y 6,6 rebotes por encuentro.